# Social kontrakt
En social kontrakt (også kendt som samfundspagt eller herskerkontrakt) er en tænkt, underforstået aftale mellem et samfunds medlemmer, hvor disse underkaster sig et fælles regel- og normsæt. Begrebet kendes bl.a. fra politiske filosoffer som Jean-Jacques Rousseau, John Locke Thomas Hobbes.